# Dear Agony
Dear Agony – czwarty studyjny album zespołu Breaking Benjamin wydany 29 września 2009 r.

## Lista utworów
1. Fade Away
2. I Will Not Bow
3. Crawl
4. Give Me a Sign
5. Hopeless
6. What Lies Beneath
7. Anthem of the Angels
8. Lights Out
9. Dear Agony
10. Into the Nothing
11. Without You